# Franklin Marén
Franklin Marén Castillo (9 de marzo de 1987) es un luchador cubano de lucha libre. Compitió en Mundial de 2015 consiguiendo un 19.º puesto. Obtuvo una medalla de plata en los Juegos Panamericanos de 2015. Ganó la medalla de oro en el Campeonato Panamericano de 2013. Dos veces representó a su país en la Copa del Mundo de 2015, en 2009 y 2015 clasificándose en la séptima posición.